# 艾狄森·芮
艾狄森·芮（英語：Addison Rae，2000年10月6日—）是一位美國網紅、歌手和舞者。2019年7月，她開始活躍於TikTok，因其发布的舞蹈影片讓她一炮而紅。截至2021年2月，她在TikTok已累積超過7千9百萬粉絲，僅次於查莉·達梅利奧。2020年8月，她被富比世雜誌評為收入最高的抖音名人。2021年3月，她發布首張單曲Obessed。

## 早年生活
2000年10月6日，艾狄森·芮出生並成長於美國路易斯安那州拉法葉，父親是蒙迪·罗佩兹（Monty Lopez），母親是雪瑞·埃斯特灵（Sheri Easterling） 愛蒂森有兩個弟弟，恩佐·罗佩兹（Enzo Lopez）和卢卡斯·罗佩兹（Lucas Lopez）。艾狄森的父母在她幼時離婚，他們的關係在她童年時分分合合，2017年又再度結婚。
艾狄森在她六歲的時候開始到全國各地參加舞蹈比賽。 在搬去洛杉磯發展她的抖音事業之前，她曾短暫在路易斯安那州立大學學習運動比賽的轉播員，不過很快因為抖音追蹤人數迅速竄升而輟學。

## 事業發展
艾狄森最初在2019年7月加入TikTok，並在該平台上上傳熱門歌曲的舞蹈影片。 2019年12月，她在抖音合作團體The Hype House成立之時成為其中一員。 短短幾個月，艾蒂森在TikTok上獲得超過一百萬個追蹤者，並在11月決定離開路易斯安那州立大學。“我記得那改變了我”，艾狄森告訴Business Insider。“我知道我想要更認真看待我的事業並擴展至其他平台。我上傳一個影片到Youtube上，在Instagram上也非常活躍。" 2021年1月，艾狄森的迅速成功讓她和她的父母與才藝經紀公司WME簽約
7月，艾狄森與品牌American Eagle合作，活動名稱為“#AExME Back to School '20”，該品牌由於疫情緣故在她的臥室進行第一次虛擬拍攝。 同月，艾蒂森與她的母親每週獨家在Spotify上釋出名為“Mama Knows Best”（現名為：That was fun? With Addison and Sheri）的Podcast，內容涉及他們的私人生活以及事業。 艾狄森也推出自己的美妝品牌Item Beauty，擔任其創意總監。該品牌由她和新創美妝Madeby Collective共同創辦，她將負責監督大部分的產品。
艾狄森會参与《窈宨美男》的演出，該片是一部即將上映的1999年喜劇片《窈宨美女》的翻拍作品。 艾狄森的角色是受到原版電影 小弗雷迪·普林斯所飾的Zachary Siler啟發。

### 收入
富比世在2020年8月發布一份報告顯示艾蒂森在前一年透過多項代言和商品獲得500萬美金的收入，使其成為收入最高的TikTok明星。 艾狄森在tiktok上的成功讓她與銳步、巴黎萊雅、Hollister、American Eagle等品牌合作。

## 個人生活與大眾形象

### 情感生活
自2019年，有傳聞艾狄森和布萊斯·霍爾正在交往。直到2020年10月雙方才透過各式社群媒體貼文證實戀情。自從2020年3月受到Youtuber大衛·多布利克的邀請去給葛妮·卡戴珊的兒子梅森·狄希克驚喜，艾狄森與卡戴珊家族私交甚好，特別是葛妮·卡戴珊。 他們常常見面，艾狄森也常常出現在卡戴珊-詹納的家庭聚會。

### 慈善事業
2020年，艾狄森從贏得瑪利歐網球 王牌高手全明星比賽 Stay At Home Slam 的獎金中捐出一百萬給慈善機構No Kid Hungry。

### 爭議
2021年3月26日，艾狄森上節目《吉米·法倫今夜秀》。節目中，她教主持人吉米·法倫跳抖音熱門舞曲。 儘管NBC後續在Youtube上發布該段節目的影片下方說明標註創作者，節目仍因為缺乏對黑人創作者貢獻標註受到大量強烈反彈。吉米·法倫在4月6日改由視訊採訪該舞蹈所有的創作者代為道歉。
在該節目結束後，艾狄森於紐約市在新冠肺炎疫情持續延燒下手持透明面罩，被粉絲批評其应對新冠肺炎的防護意识力不足。

## 音樂作品

### 錄音室專輯
| 專輯資訊 |                                                                                  |
| -------- | -------------------------------------------------------------------------------- |
| 專輯資訊 | 《艾狄森》 - 發行日期：2025年6月6日 - 唱片公司：Columbia, As Long As I'm Dancing |

### 單曲
| Title        | 年份 | 最高排名 | 最高排名 | 最高排名 | 最高排名 | 最高排名 | 最高排名 | 最高排名 | 專輯       |
| Title        | 年份 | 美國     | 澳洲     | 加拿大   | 愛爾蘭   | 紐西蘭   | 瑞典     | 英國     | 專輯       |
| ------------ | ---- | -------- | -------- | -------- | -------- | -------- | -------- | -------- | ---------- |
| "Obsessed"   | 2021 | -        | -        | 74       | 64       | -        | -        | -        | 非專輯單曲 |
| "低卡百事"   | 2024 | 54       | 18       | 39       | 7        | 17       | 92       | 10       | 《艾狄森》 |
| "海藍色幻夢" | 2024 | -        | -        | -        | 47       | -        | -        | 45       | 《艾狄森》 |
| "高級時尚"   | 2025 | -        | -        | -        | 73       | -        | -        | 69       | 《艾狄森》 |
| "戴上耳機"   | 2025 | 87       | 82       | 73       | 34       | -        | -        | 24       | 《艾狄森》 |

## 影視作品

### 電影
| 年份 | 名稱       | 角色           | 來源   |
| ---- | ---------- | -------------- | ------ |
| 2021 | 男神養成記 | Padgett Sawyer | [ 24 ] |

### 電視
| 年份 | 名稱             | 角色   | 來源         |
| ---- | ---------------- | ------ | ------------ |
| 2021 | 與卡戴珊家族同行 | 她自己 | [ 來源請求 ] |

### 音樂錄影帶
| 年份 | 角色              | 歌手      | 導演                    | 來源   |
| ---- | ----------------- | --------- | ----------------------- | ------ |
| 2019 | "Blueberry Faygo" | Lil Mosey | 寇爾·班奈特             | [ 25 ] |
| 2020 | "Canceled"        | Larray    | Jake the Shooter Larray | [ 26 ] |
| 2021 | "Obsessed"        | 他自己    | 黛安·馬爾泰             | [ 27 ] |

## 獲獎與提名
| 年份 | 名稱        | 獎項                 | 結果 | 來源   |
| ---- | ----------- | -------------------- | ---- | ------ |
| 2020 | 全美民選獎  | 2020年最受歡迎明星   | 提名 | [ 28 ] |
| 2021 | 兒童票選獎  | 最受歡迎社群網路明星 | 提名 | [ 29 ] |
| 2021 | MTV影視大獎 | 最佳突破社群網路明星 | 提名 | [ 30 ] |

## 來源
1. 1 2  . Social Blade.   [September 15, 2020]. （原始内容存档于2022-05-10）.
2. ↑  Craighead, Olivia. . Wall Street Journal. June 11, 2020  [January 22, 2021]. ISSN 0099-9660. （原始内容存档于2021-01-05） （美国英语）.
3. ↑  Twersky, Carolyn. . Seventeen. July 20, 2020  [January 26, 2021]. （原始内容存档于2021-01-30） （美国英语）.
4. ↑  Craighead, Olivia. . Wall Street Journal.   [June 27, 2020]. （原始内容存档于2021-01-05）.
5. ↑  Kozma, Leila. . distractify.   [June 27, 2020]. （原始内容存档于2020-06-27）.
6. ↑  Talbot, Kate. . Forbes. April 7, 2020  [April 8, 2020]. （原始内容存档于2020-04-07）.
7. ↑  Lorenz, Taylor. . The New York Times. January 3, 2020  [March 29, 2020]. （原始内容存档于2020-01-03）.
8. 1 2  Bradley, Sydney. . Business Insider.   [August 8, 2020]. （原始内容存档于2020-11-01）.
9. ↑  Perelli, Amanda. . Business Insider.   [August 8, 2020]. （原始内容存档于2021-05-22）.
10. ↑  . PEOPLE.com.   [January 26, 2021]. （原始内容存档于2021-02-02） （英语）.
11. ↑  Walsh, Savannah. . ELLE. August 3, 2020  [January 26, 2021]. （原始内容存档于2021-01-26） （美国英语）.
12. ↑  Rubin, Rebecca. . Variety.   [September 12, 2020]. （原始内容存档于2020-09-11）.
13. ↑  Brown, Abram. . Forbes.   [August 8, 2020]. （原始内容存档于2020-08-09）.
14. ↑  Perelli, Amanda. . Business Insider.   [August 8, 2020]. （原始内容存档于2020-09-15）.
15. ↑  Twersky, Carolyn. . Seventeen. January 15, 2021  [January 22, 2021]. （原始内容存档于2021-03-26） （美国英语）.
16. ↑  . E! Online. September 19, 2020  [January 22, 2021]. （原始内容存档于2021-01-28）.
17. ↑  Willen, Claudia. . Insider.   [January 22, 2021]. （原始内容存档于2021-07-04）.
18. ↑  .   [January 26, 2021]. （原始内容存档于2021-01-31） （英国英语）.
19. ↑  NBC. . YouTube. March 26, 2021  [April 7, 2021]. （原始内容存档于2021-04-06）.
20. ↑  Jokic, Natasha. . BuzzFeed. March 28, 2021  [April 7, 2021]. （原始内容存档于2021-04-08）.
21. ↑  NBC. . YouTube. April 6, 2021  [April 7, 2021]. （原始内容存档于2021-04-12）.
22. ↑  . The Independent. March 31, 2021  [April 10, 2021]. （原始内容存档于2021-04-10） （英语）.
23. ↑  Rubin, Rebecca. . Variety. September 11, 2020  [November 7, 2020]. （原始内容存档于September 11, 2020）.
24. ↑  Lamarre, Carl. . Billboard. March 26, 2020  [April 24, 2021]. （原始内容存档于March 27, 2020）.
25. ↑  Twersky, Carolyn. . Seventeen. October 19, 2020  [April 23, 2021]. （原始内容存档于October 22, 2020）.
26. ↑  Okwodu, Janelle. . Vogue. March 19, 2021  [April 23, 2021]. （原始内容存档于March 19, 2021）.
27. ↑  . E! Online.   [February 12, 2021]. （原始内容存档于2018-09-06）. [與來源不符]
28. ↑  . E! Online. February 2, 2021  [April 23, 2021]. （原始内容存档于February 14, 2021）.
29. ↑  Del Rosario, Alexandra. . Deadline. April 19, 2021  [April 23, 2021]. （原始内容存档于April 19, 2021）.